# Alchemilla schizophylla
Alchemilla schizophylla é uma espécie de rosácea do gênero Alchemilla, pertencente à família Rosaceae.